# آلن جونز (راننده مسابقه)
آلن استنلی جونز (انگلیسی: Alan Stanley Jones؛ زادهٔ ۲ نوامبر ۱۹۴۶ در ملبورن، ویکتوریا) رانندهٔ سابق مسابقات اتومبیل‌رانی فرمول یک اهل استرالیا است. او اولین راننده‌ای بود که موفق شد با تیم ویلیامز قهرمان مسابقات جهانی فرمول یک شود. جونز در فصل ۱۹۸۰ قهرمان فرمول یک جهان شد و با کسب این مقام، پس از سر جک برابام با سه مقام قهرمانی، به دومین رانندهٔ اهل استرالیا بدل شد که موفق به کسب این جایگاه می‌شد. او در مجموع در ۱۱۷ گراند پری از مسابقات جهانی فرمول یک شرکت کرد، در ۱۲ مسابقه پیروز شد و مجموعاً ۲۴ بار بر روی سکو رفت.

## نتایج کامل در مسابقات جهانی فرمول یک
(کلید)
| سال  | شرکت‌کننده                       | شاسی                | موتور                             | ۱            | ۲             | ۳                | ۴             | ۵          | ۶         | ۷          | ۸          | ۹           | ۱۰          | ۱۱          | ۱۲         | ۱۳         | ۱۴         | ۱۵                 | ۱۶          | ۱۷     | قهرمانی رانندگان | امتیاز  |
| ---- | ------------------------------- | ------------------- | --------------------------------- | ------------ | ------------- | ---------------- | ------------- | ---------- | --------- | ---------- | ---------- | ----------- | ----------- | ----------- | ---------- | ---------- | ---------- | ------------------ | ----------- | ------ | ---------------- | ------- |
| ۱۹۷۵ | کاستم مید هری استلر ریسینگ      | هسکث ۳۰۸بی          | فورد کازوورث دی‌اف‌وی ۳٫۰ وی۸       | آرژانتین     | برزیل         | آفریقای جنوبی    | اسپانیا ب.    | موناکو ب.  | بلژیک ب.  | سوئد ۱۱    |            |             |             |             |            |            |            |                    |             |        | هفدهم            | ۲       |
| ۱۹۷۵ | امبسی ریسینگ به‌همراه گراهام هیل | هیل جی‌اچ۱           | فورد کازوورث دی‌اف‌وی ۳٫۰ وی۸       |              |               |                  |               |            |           |            | هلند ۱۳    | فرانسه ۱۶   | بریتانیا ۱۰ | آلمان ۵     | اتریش      | ایتالیا    | آمریکا     |                    |             |        | هفدهم            | ۲       |
| ۱۹۷۶ | دورکس تیم شورتیس                | شورتیس تی‌اس۱۹       | فورد کازوورث دی‌اف‌وی ۳٫۰ وی۸       | برزیل        | آفریقای جنوبی | غرب آمریکا ر.ن.  | اسپانیا ۹     | بلژیک ۵    | موناکو ب. | سوئد ۱۳    | فرانسه ب.  | بریتانیا ۵  | آلمان ۱۰    | اتریش ب.    | هلند ۸     | ایتالیا ۱۲ | کانادا ۱۶  | آمریکا ۸           | ژاپن ۴      |        | پانزدهم          | ۷       |
| ۱۹۷۷ | تیم شدو ریسینگ                  | شدو دی‌ان۸           | فورد کازوورث دی‌اف‌وی ۳٫۰ وی۸       | آرژانتین     | برزیل         | آفریقای جنوبی    | غرب آمریکا ب. | اسپانیا ب. | موناکو ۶  | بلژیک ۵    | سوئد ۱۷    | فرانسه ب.   | بریتانیا ۷  | آلمان ب.    | اتریش ۱    | هلند ب.    | ایتالیا ۳  | آمریکا ب.          | کانادا ۴    | ژاپن ۴ | هفتم             | ۲۲      |
| ۱۹۷۸ | مهندسی جایزه بزرگ ویلیامز       | ویلیامز اف‌دبلیو۰۶   | فورد کازوورث دی‌اف‌وی ۳٫۰ وی۸       | آرژانتین ب.  | برزیل ۱۱      | آفریقای جنوبی ۴  | غرب آمریکا ۷  | موناکو ب.  | بلژیک ۱۰  | اسپانیا ۸  | سوئد ب.    | فرانسه ۵    | بریتانیا ب. | آلمان ب.    | اتریش ب.   | هلند ب.    | ایتالیا ۱۳ | آمریکا ۲           | کانادا ۹    |        | یازدهم           | ۱۱      |
| ۱۹۷۹ | تیم مسابقه البلاد-سعودی         | ویلیامز اف‌دبلیو۰۶   | فورد کازوورث دی‌اف‌وی ۳٫۰ وی۸       | آرژانتین ۹   | برزیل ب.      | آفریقای جنوبی ب. | غرب آمریکا ۳  |            |           |            |            |             |             |             |            |            |            |                    |             |        | سوم              | ۴۰ (۴۳) |
| ۱۹۷۹ | تیم مسابقه البلاد-سعودی         | ویلیامز اف‌دبلیو۰۷   | فورد کازوورث دی‌اف‌وی ۳٫۰ وی۸       |              |               |                  |               | اسپانیا ب. | بلژیک ب.  | موناکو ب.  | فرانسه ۴   | بریتانیا ب. | آلمان ۱     | اتریش ۱     | هلند ۱     | ایتالیا ۹  | کانادا ۱   | آمریکا ب.          |             |        | سوم              | ۴۰ (۴۳) |
| ۱۹۸۰ | تیم مسابقه البلاد-ویلیامز       | ویلیامز اف‌دبلیو۰۷بی | فور کازوورث دی‌اف‌وی ۳٫۰ وی۸        | آرژانتین ۱   | برزیل ۳       | آفریقای جنوبی ب. | غرب آمریکا ب. | بلژیک ۲    | موناکو ب. | فرانسه ۱   | بریتانیا ۱ | آلمان ۳     | اتریش ۲     | هلند ۱۱     | ایتالیا ۲  | کانادا ۱   | آمریکا ۱   |                    |             |        | اول              | ۶۷ (۷۱) |
| ۱۹۸۱ | تیم مسابقه البلاد-ویلیامز       | ویلیامز اف‌دبلیو۰۷سی | فورد کازوورث دی‌اف‌وی ۳٫۰ وی۸       | غرب آمریکا ۱ | برزیل ۲       | آرژانتین ۴       | سان مارینو ۱۲ | بلژیک ب.   | موناکو ۲  |            |            |             |             |             |            |            |            |                    |             |        | سوم              | ۴۶      |
| ۱۹۸۱ | تیم تگ ویلیامز                  | ویلیامز اف‌دبلیو۰۷سی | فورد کازوورث دی‌اف‌وی ۳٫۰ وی۸       |              |               |                  |               |            |           | اسپانیا ۷  | فرانسه ۱۷  | بریتانیا ب. | آلمان ۱۱    | اتریش ۴     | هلند ۳     | ایتالیا ۲  | کانادا ب.  | سیزارس پالاس ۱     |             |        | سوم              | ۴۶      |
| ۱۹۸۳ | تیم مسابقه اروز                 | اروز ای۶            | فورد کازوورث دی‌اف‌وی ۳٫۰ وی۸       | برزیل        | غرب آمریکا ب. | فرانسه           | سان مارینو    | موناکو     | بلژیک     | دیترویت    | کانادا     | بریتانیا    | آلمان       | اتریش       | هلند       | ایتالیا    | اروپا      | آفریقای جنوبی      |             |        | ر.ن.             | ۰       |
| ۱۹۸۵ | تیم هاس (ایالات متحده)          | لولا تی‌اچ‌ال۱        | هارت ۴۱۵تی ۱٫۵ ۴-خطی توربو        | برزیل        | پرتغال        | سان مارینو       | موناکو        | کانادا     | دیترویت   | فرانسه     | بریتانیا   | آلمان       | اتریش       | هلند        | ایتالیا ب. | بلژیک      | اروپا ب.   | آفریقای جنوبی ع.ش. | استرالیا ب. |        | ر.ن.             | ۰       |
| ۱۹۸۶ | تیم هاس (ایالات متحده)          | لولا تی‌اچ‌ال۱        | هارت ۴۱۵تی ۱٫۵ ۴-خطی توربو        | برزیل ب.     | اسپانیا ب.    |                  |               |            |           |            |            |             |             |             |            |            |            |                    |             |        | دوازدهم          | ۴       |
| ۱۹۸۶ | تیم هاس (ایالات متحده)          | لولا تی‌اچ‌ال۲        | فورد کازوورث جی‌بی‌ای ۱٫۵ وی۶ توربو |              |               | سان مارینو ب.    | موناکو ب.     | بلژیک ۱۱   | کانادا ۱۰ | دیترویت ب. | فرانسه ب.  | بریتانیا ب. | آلمان ۹     | مجارستان ب. | اتریش ۴    | ایتالیا ۶  | پرتغال ب.  | مکزیک ب.           | استرالیا ب. |        | دوازدهم          | ۴       |